# ANIMAN
『ANIMAN』（アニマン）は、メディアスエフエムで2011年10月2日から放送されているラジオ番組。

## 概要
毎週1本のアニメやマンガを取り上げ、作品の魅力などを紹介し、マンガ・アニメ好きのお笑い芸人・アンダーポイントとともに、その作品を知っている人も知らない人も一緒に楽しもうという番組。
以前は、名鉄太田川駅前・ユウナル東海の1階にある「メディアス834スタジオ」にて公開収録を行っていたが、新型コロナウイルスの感染拡大に伴い、2020年3月からは非公開の収録放送となり、2人のスケジュールによっては生放送の場合もある。
2021年3月20日で放送500回を迎えた。

## 放送時間
- 土曜日 15:00 - 16:00
  - 日曜日 20:00 - 21:00（再放送）

過去の放送時間
- 日曜日 18:00 - 19:00

## パーソナリティ
- アンダーポイント（増野豊・本美大）

過去の出演者
- 野呂陽菜（2012年9月 - 2018年9月）

## 放送内容
- 〇〇のここを見ろ
紹介する作品のストーリーを紹介や、定番なポイントからマニアックなポイントまで幅広く見所を紹介。

- ANIMANニュース
巷で話題のアニメやマンガに関するニュースを紹介する。

- ANIMAN大喜利
アニメ・マンガに関するお題を発表し、リスナーから募集。
2020年10月24日から始まる（2020年8月22日の特番でも行われた）

- メッセージテーマのコーナー
毎週、アニメ・マンガに関するメッセージテーマを設け、リスナーからのメールを募集する。
リスナーの年代も様々で、メッセージに書かれている作品を2人が知らないこともある。
また、どちらもアニメ・マンガのファンだが、それぞれ好きな作品に違いがあることも、トークから垣間見える。

過去のコーナー
- アニマン総選挙
紹介作品に関連するアンケートに答えてもらった東海市民の方々の声をお届け。

- 裏を見ろ
紹介作品に関するちょっとした豆知識を紹介する。

- アニマン相談室
番組に届いた相談メッセージに対し、オススメのアニメや漫画の名言を使いアドバイスを送るコーナー。

- あつまれメディアスエフエムの森
平日午前の番組『ちたまるラブリー♪』との連動企画。
Nintendo Switchのゲームソフト『あつまれ どうぶつの森』を、増野が「834くん」としてプレイし、パーソナリティとリスナーのアイデアやイメージを反映した「メディアスエフエム島」を作成。
島の完成後には、番組収録時に島を開放し、リスナーが島へ遊びに行けるようになっていた。

その他、知多半島をPRするご当地キャラクター「知多娘。」が登場し、町の魅力やオススメスポットを紹介するコーナーもあった。

## 特別番組
- メディアスエフエム アニソンDAY「ANIMANスペシャル」(2020年8月22日)
メディアスエフエム アニソンDAYの一環として、4時間の生放送を行った。
パーソナリティは、アンダーポイントと中山真希。
生放送の模様がYouTubeで配信されたり[3]、ゲスト（伊藤彰・亜咲花）のリモート出演など盛りだくさんの内容になったが、リスナーからのメールはあまり読まれず、翌週「頑張ってメールしなくてもよかったみたいですね」と言われてしまった。

- ANIMAN 500回記念 (2021年3月20日)
「500回記念」のその回に「500回記念で2時間スペシャルを2021年4月17日にやる」と発表。「なんかANIMANらしい」と苦笑するリスナーもいた。
ゲストは、アシスタントだった野呂陽菜。過去の音源なども放送された。

- ANIMAN 500回やったね!!スペシャル (2021年4月17日)
2時間拡大版として前半は収録、後半は生放送。[4]
前半はゲストに映画「ゾッキ」の原作者・大橋裕之のインタビュー。
後半はドラゴンボール芸人として活躍中戦闘民族サイヤ芸人のベジータことR藤本とフリーザに扮するBAN BAN BAN 山本正剛をゲストに迎え、ドラゴンボールが大好きなアンダーポイント（特に増野が熱狂的なファン）とのトークバトル、クイズで盛り上がった。

- ANIMAN 600回記念スペシャル (2023年3月4日)
30分延長の特番。
ゲストはドラゴンボール芸人のベジータことR藤本とフリーザに扮するBAN BAN BAN 山本正剛のお二人。ドラゴンボールが大好きな増野とふたたびのクイズ大会。トークはほぼなし。
もう一人のゲストは「しなのんちのいくる」の作者仲曽良ハミ先生。リスナーからこのマンガを勧められ、番組内で紹介したのが縁での出演。